# سارم (فصيل سياسي)
فصيل سارم السياسي أو "غابة العلماء" (بالهانغل: 사림 / بالهانجا: 士林) هو فصيل سياسي من العلماء سيطر على المشهد السياسي في وسط ونهاية عهد سلالة جوسون في كوريا.

## الفصائل السياسية

### التسلسل الفلسفي
- إي سايك --> جونغ مونغ جو --> غل جاي --> كم سك جا --> كم جونغ جك (يونغنام سارم) --> كم غنغ بل --> جو غوانغ جو (غهو سارم، وغميو سارم)
  - مدرسة يونغنام:
    - إي أون جوك --> إي هوانغ
      - إي هوانغ --> يو سونغ ريونغ، وكم سونغ إل.

    - جو شك --> تشوي يونغ غيونغ، وتشنغ إن هونغ، وغواك جاي وو.

  - مدرسة غهو:
    - سو غيونغ دوك --> إي إي، وهو غيُن، وهوانغ جن إي.
      - إي إي --> كم جانغ سينغ --> كم جب --> سونغ شي يول.

    - سونغ سو تشم --> سونغ هون.

### الانقسام
- سارم -->
  - الشرقيين (مدرسة يونغنام) -->
    - الجنوبيين (إي هوانغ).
    - الشماليين (جو شك، وسو غيونغ دوك) -->
      - الشمالي الأكبر.
      - الشمالي الأصغر.

  - الغربيين (مدرسة غهو) -->
    - التعاليم القديمة (إي إي).
    - التعاليم الحديثة (سونغ هون).

### القادة
- الشرقيون: كم هيو وون (منزله كان يقع في الجانب الشرقي من العاصمة).
  - الشماليون: إي بال (منزله كان يقع في أسفل جبل بكاك الشمالي)، مع إي سان هاي، وجونغ إن هونغ.
    - الشمالي الأكبر: إي سان هاي، وهونغ يو سُن، وهو غين.
    - الشمالي الأصغر: نام إي غونغ، وكم سون غك.

  - الجنوبيون: وو سونغ جون (منزله كان يقع أسفل الجبل الجنوبي)، ويو سونغ ريونغ -->
    - هو موك، ويُن هيو -->
      - جونغ ياك يونغ.
- الغربيون: شم أوي غيوم (منزله كان يقع في الجانب الغربي من العاصمة)، وجونغ تشول -->
  - إي هانغ بوك، وتشوي ميونغ غل -->
    - نورون: سونغ شي يول.
    - سورون: هان تاي دونغ، ويُن جنغ.

## شاهد أيضاً
- تاريخ جوسون.
- فصائل جوسون السياسية.
- مذابح التطهير الكورية.